# Esqueletos peleando por un hombre ahorcado
Esqueletos peleando por un ahorcado es una pintura al óleo de 1891 del pintor simbolista belga James Ensor que se encuentra en la colección del Museo Real de Bellas Artes de Amberes.

## Descripción y análisis
La obra representa un drama sobre un escenario en el que dos esqueletos, ataviados con ropa de mujer, luchan con armas tradicionales femeninas, como fregonas, escobas y paraguas. Tras ellos cuelga un ahorcado con una máscara de demonio japonés de larga lengua colgante, descrito en un cartel al cuello como "civet", el nombre en francés de un guiso de conejo. En ambas alas del escenario, figurantes con máscaras grotescas y cuchillos observan la lucha. Una red suelta conecta el cuerpo colgando con ambas combatientes.
Todo tiene significado en las obras de Ensor, alegorías en clave satírica de la condición humana y la sociedad de su tiempo. Una interpretación de la obra es que las dos mujeres en disputa representan a la esposa y la amante de Ensor (que nunca se casó), y él al cuerpo indefenso por el que luchan. Una interpretación alternativa, más andrógina, es que la pareja en disputa representa la visión amarga de Ensor hacia sus críticos, despectivamente mostrados como regateadoras ofuscadas, donde él, una vez más, es el premio impotente, un rico guiso; las personas entre bastidores representarían en este caso al público, algunos a favor y otros en contra de su extraño arte. Podría ser incluso una denuncia social: la figura de la izquierda viste un atuendo de clase alta, con vestido largo y un pájaro disecado en el sombrero, la de la derecha prendas de clase baja, con una falda un poco más corta. El pelele ahorcado ejerce de árbitro entre ambas, separadas por un cuerpo femenino en el suelo de tablas, blusa, falda, máscara y zapatos, cuyas manos enguantadas tocan a cada una. Los ricos arrebatan a los pobres sus escasas posesiones, aunque tengan que pasar por encima de otros, con la connivencia de los políticos (el ahorcado) cuya voluntad está sometida a ellos (la red), mientras la burguesía, los enmascarados entre bastidores, observa hipócritamente.